# شعائر حسينية
الشَّعَائِرُ الحُسَيْنِيَّةُ هي شعائر دينية يمارسها الشيعة لاستذكار معركة كربلاء ومقتل إمامهم الحسين بن علي بن أبي طالب، وغالباً ما تنشط ممارسة هذه الشعائر في شهري محرم وصفر حسب التقويم الهجري وبالأخص في يوم عاشوراء (10 محرم)، ويوم الأربعين (20 صفر). حيث أنِّ اليوم الأول هو اليوم الذي قتل فيه الحسين وحدثت المعركة، واليوم الثاني هو مرور أربعين يوماً على مقتل الحسين.

ويختص يوم الأربعين بزيارة قبر الحسين في كربلاء فيتوافد الشيعة من شتى البلدان عليها، ويروي الشيعة عن إمامهم الحادي عشر الحسن بن علي العسكري: 

## تاريخ احياء الشعائر
الشعائر الحسينية هي مجموعة أعمال تحيي ذكرى استشهاد الامام الحسين، من إقامة المجالس وإنشاد الشعر والمراثي.
يقول التاريخ بعد أن أقبل الإمام السجاد إلی كربلاء لدفن الشهداء رأی جمع من الناس مجتمعين علی أجسادهم. فبكوا واقاموا عليهم مأتماً قبل دفنهم، وبذلك تشكلت أول نواة لإطلاق الشعائر الحسينية.
ثم قام التوابون، الذين بدأوا بأول حركة ثورية ضد الحكم الاموي بعد ثورة الحسين، بإقامة مجالس العزاء والبكاء وكان شعارهم يالثارات الحسين.
وقد حرص أئمة أهل البيت بشكل مستمر علی إقامة الشعائر، وكان للإمام الصادق دور بارز في هذا المجال، بسبب ظروف الانفتاح السياسي التي رافقت انحلال الدولة الاموية وظهور الدولة العباسية. فقد كان يعقد مجلسا للاستماع الی قصائد التأبين والرثاء التي كان الشعراء ينشدونها حول فاحعة كربلاء، فكانت ترافق انشاد هذه القصائد حالة غامرة من الحزن والبكاء من جانب الامام وبقية الحاضرين.
ثم استمرت هذه المراسم بأساليب متعددة وتعتبر فترة الحكومات الشيعية مثل الدولة الحمدانية والبويهية والصفوية فترة شاخصة بالنسبة لتطور احیاء الشعائر الحسينية. ففی هذه الفترات تحركت وتطورت المواكب والهيئات الشيعية وبتأييد صريح ودعم واضح من الدولة لهذه المآتم والمجالس والمواكب.
ومع مرور الزمن تغيّرت نوعية إقامة العزاء في كل مكان، حسب ما تراه الشيعة طريقاً ووسيلةً لاحياء الشعائر، وفقاً ما يؤيده علماؤهم.

## الشعائر

### البکاء علی مصائب الحسين وأهل بيته
إحدی الشعائر التي يقوم بها بعض المسلمين من الشيعة في أيام شهر المحرّم الحرام، هي البکاء علی مصائب الحسين وأهل بيته وأصحابه الذين تحمّلوا المصائب في معركة كربلاء. فرجالهم قتلوا بيد جنود المعسکر الأموي إلا علي ابن الحسين الذي کان مريضا في تلك الفترة ولم يستطيع أن يشارك في القتال والدفاع عن حرم أهل البيت رسول الله فبقي حيّا واستمرّ نسل الحسين من صلبه. وبعد قتل الرجال همّ جنود المعسکر الأموی لحرق خيام أهل بيت الحسين فيقول سيد بن طاووس في کتابه اللهوف على قتلى الطفوف: «ثمّ أخرجوا النساء من الخيمة، وأشعلوا فيها النّار، فخرجن حواسر مسلّبات حافيات باكيات يمشين سبايا في أسر الذلّة...».

#### بکاء نبي الإسلام محمّد علی الحسين ومصائبه
یُستند إلی الأدلة المختلفة للبکاء علی الحسين ومنها بعض هذه الروايات التي تدل علی أن البکاء علی الحسين وأهل بيته ومصائبه کان من سيرة النبي محمد جدّ الحسين ومن بعده أهل بيته ولقد اتّفقت كتب الحديث والرواية سواء كانت من مؤلّفات الشيعة أو من مصنّفات أهل السنّة على أنّ جبرئيل قد أوحى إلى النبي محمد بنبأ مقتل الحسين ومكان قتله. وفيما يلي بعض هذه الروايات في ذلك:
- «دخل الحسين بن علي عليه‌ السلام على رسول الله صلّى‌ الله‌ عليه‌ وآله‌ وسلّم وهو يوحى إليه، فبرك على ظهره وهو منكب ولعب على ظهره، فقال جبرئيل: يا محمّد، إنّ أمّتك ستفتن بعدك وتقتل ابنك هذا من بعدك، ومدّ يده فأتاه بتربة بيضاء وقال: في هذه الأرض يقتل ابنك ـ اسمها الطفّ ـ. فلمّا ذهب جبرئيل خرج رسول الله صلّى‌ الله‌ عليه‌ وآله‌ وسلّم إلى أصحابه والتربة في يده، وفيهم أبو بكر وعمر وعلي وحذيفة وعمّار وأبو ذر وهو يبكي، فقالوا: ما يبكيك يا رسول الله صلّى‌ الله‌ عليه‌ وآله‌ وسلّم؟ فقال: أخبرني جبرئيل أنّ ابني الحسين يقتل بعدي بأرض الطفّ وجاءني بهذه التربة فأخبرني أن فيها مضجعه».[9][10][11][12][13]
- فقد روی الطبراني في المعجم الكبير ونور الدين الهيثمي في مجمع الزوائد والقندوزي في «ينابيع المودّة» والعلامة محسن الأمين في کتابه وعدة من الرواة في کتبهم عن عائشة أنّها قالت: خرج رسول الله صلى ‌الله‌عليه‌وآله إلى أصحابه، والتربة في يده، وفيهم أبو بكر، وعمر، وعلي، وحذيفة، وعمار، وأبوذر، وهو يبكي، فقالوا: ما يبكيك يا رسول الله؟! فقال: «أخبرني جبرائيل، أنّ ابني الحسين يقتل بعدي بأرض الطفّ، وجاءني بهذه التربة، فأخبرني أنّ فيها مضجعه»[14][15][16][17][18]
- وأخرج الطبراني في المعجم الكبير عن المطلب بن عبد الله بن حنطب، عن أم سلمة قالت:«كان النبي صلّى‌ الله‌ عليه‌ وآله‌ وسلّم جالساً ذات يوم في بيتي فقال: لا يدخلن عليّ أحد فانتظرت فدخل الحسين فسمعت نشيج (صوت معه توجع وبكاء[19]) النبي صلّى‌ الله‌ عليه‌ وآله‌ وسلم يبكي، فاطلعت فاذا الحسين في حجره أو إلى جنبه يمسح رأسه وهو يبكي. فقلت: والله ما علمت به حتّى دخل. قال النبي صلّى‌ الله‌ عليه‌ وآله‌ وسلّم: إن جبرئيل كان معنا في البيت فقال: أتحبّه؟ فقلت: أما من حبّ الدنيا نعم، فقال: إنّ أمّتك ستقتل هذا بأرض يقال لها كربلاء. فتناول من ترابها فأراه النبي صلّى‌ الله‌ عليه‌ وآله‌ وسلّم، فلمّا أحيط بالحسين حين قتل قال: ما اسم هذه الأرض؟ قالوا: أرض كربلاء، قال: صدق رسول الله صلى‌ الله‌ عليه‌ وآله‌ وسلم أرض كرب وبلاء...».[20]
- وذکر الطبراني في کتابه المعجم الكبير: «حدثنا عبد الله بن أحمد بن حنبل، حدثني عباد بن زياد الأسدي، حدثنا عمرو بن ثابت، عن الأعمش، عن أبي وائل شقيق بن سلمة، عن أُم سلمة قالت: كان الحسن والحسين ( ) يلعبان بين يدي النبي (ﷺ ) في بيتي، فنزل جبرئيل، فقال: يامحمد، إن أُمتك تقتل ابنك هذا من بعدك؛ فأومأ بيده إلى الحسين. فبكى رسول الله (ﷺ )، وضمه إلى صدره، ثم قال رسول الله (ﷺ ):« وديعة عندك هذه التربة. فشمها رسول الله(صلى الله عليه وآله) وقال :ويح كرب وبلاء. قالت: وقال رسول الله (صلى الله عليه وآله): يا أُم سلمة إذا تحولت هذه التربة دماً فاعلمي أن ابني قد قتل». قال: فجعلتها أُم سلمة في قارورة ثم جعلت تنظر إليها كل يوم وتقول: إن يوماً تحولين دماً ليوم عظيم».[14][21][22]
- ونقل الحاكم النيسابوري فی المستدرک علی الصحیحین بسند صحیح عن أم الفضل انها قالت: فدخلت يوما إلى رسول الله ﷺ فوضعته (الحسين) في حجره، ثم حانت مني التفاتة، فإذا عينا رسول الله ﷺ تهريقان من الدموع، قالت: فقلت: يا نبي الله، بأبي أنت وأمي ما لك؟ قال: «أتاني جبريل عليه الصلاة والسلام، فأخبرني أن أمتي ستقتل ابني هذا فقلت: هذا؟ فقال: «نعم، وأتاني بتربة من تربته حمراء».[23][24][25]

#### توصيات أهل البيت لإقامة العزاء
هناك روايات مختلفة مروية عن المعصومين وهم أهل بيت النبي الإسلام محمد، تتحدّث عن جواز البکاء وإقامة العزاء للحسين ومصائبه ويستند بها کأدلة لمشروعية الحزن علی مصائب الحسين وأهل بيته، منها: 
- ويذکر الشيخ الصدوق في کتابه عيون أخبار الرضا عن الريان بن شبيب أنه قال: دخلت على الرضا في أول يوم من المحرم فقال:... يا ابن شبيب ان المحرم هو الشهر الذي كان أهل الجاهلية يحرمون فيه الظلم والقتال لحرمته فما عرفت هذه الامه حرمه شهرها ولا حرمه نبيها لقد قتلوا في هذا الشهر ذريته وسبوا نساؤه وانتهبوا ثقله فلا غفر الله لهم ذلك ابدا يا ابن شبيب ان كنت باكيا لشئ فابك للحسين بن علي بن أبي طالب عليهم السلام فانه ذبح كما يذبح الكبش وقتل معه من أهل بيته ثمانيه عشر رجلا....[26][27]
- وقال جعفر الصادق: رحم الله شيعتنا خلقوا من فاضل طينتنا وعجنوا بماء ولايتنا يحزنون لحزننا ويفرحون لفرحنا.[28][29] واستنادا لهذا الحديث والأحاديث المتشابهة بها فيلتزم الشيعة بالمواساة مع أهل بيت رسول الله في أحزانهم ومصائبهم ويحزنون في أيام الحزن مثل ذکری وفاتهم أو استشهادهم ويفرحون في أيام فرح أهل البيت مثل الأعياد الإسلامية أو أعياد ميلاد المعصومين.

### اللطم
كذلك تقام مجالس يقوم فيه المعزّون بقراءة الأشعار والقصائد الحزينة يذکر فيها مصائب الحسين وأهل بيته ويلطمون هؤلاء علی صدورهم ورئوسهم وأحيانا وجوههم لشدة الحزن والأسی الذي يشعرون به بعد استماع هذه المصائب. 

#### أدلة علی اللطم
فعند الشيعة أدلة علی هذا اللطم في ذکری المصائب، منها بعض من الأدلة الروائية فهي کالتالي:
- ما رواه الشيخ الطوسي عن أبي عبد الله جعفر الصادق أنّه قال: «وقد شققن الجيوب، ولطمن الخدود، الفاطميات على الحسين بن علي عليهما‌السلام، وعلى مثله تلطم الخدود، وتشقّ الجيوب».[30][31]

ويعتقد الشيعة أن المقصود لهذا العمل إظهار الحزن الشديد والتأثر العميق لمصاب الحسين وأهل بيته كما يدل عليه جملة من الروايات وعلامة من علامات الحبّ والولاء لأهل البيت. کذلك يُعتبر اللطم علی الصدور من قبل الشيعة تعظيما لشعائر أهل البيت، وتكريما لمقامهم وإحيائا لذکرهم وذکر مصائبهم إضافة إلی کونه رمزا إلى تأييد الإمام الحسين في ثورته، وإعلان الثورة العاطفية على الظلم والظالمين، والتعبير عن مشاعر الاستنكار والسخط ضدّ أعداء الحقّ والعدل.

### الخطابة الحسينية
الخطيب الحسيني هو رجل الدين الذي يرتقي المنبر ويلقي منه الخطب والمحاضرات، وتختلف المحاضرات في الخطابة الحسينية عن المحاضرات العادية بأن الأولى يقوم فيها الخطيب بإلقاء محاضرته ثم يربط بين موضوع المحاضرة وبين معركة كربلاء فيقوم بقراءة قصص وأشعار عن الحسين بن علي بن أبي طالب أو أحد أهل بيته بطريقة رثائية بهدف إبكاء المستمعين له، ويسمى مفهوم الانتقال الفني من موضوع المحاضرة إلى ذكر معركة كربلاء بـ”الگريز“، وهي كلمة فارسية تعني الفرار أو التخلص، وقد استخدمت هذه الكلمة في بادئ الأمر بين الخطباء الحسينيين الفرس ثم انتقل إلى الخطباء العرب وغيرهم.

### التطبير
التطبير هو أحد الشعائر أو المراسيم الحسينية، ويكون بإسالة الدم من الرأس باستخدام سيف أو أي أداة حادة أخرى. والتطبير من الشعائر المختلف شعاريتها بين الشيعة، حيث حرّمه بعضهم كمحسن الأمين العاملي، ومحمد باقر الصدر والخميني وعلي خامنئي، ومحمد حسين فضل الله بينما قال بعض مراجع الشيعة بجوازه، وهذا ما ذهب إليه بعض المعاصرين ومنهم صادق الحسيني الشيرازي،  ومحمد علي الطباطبائي حيث تجاوز الحكم باستحباب التطبير إلى القول بوجوبه كفائياً.
ومن الأدلة التي استُدل بها على جواز التطبير ما رُوي عن زينب بنت علي بن أبي طالب عندما رأت رأس أخيها الحسين ضربت رأسها بمقدم محمل الناقة التي كانت عليها فسال الدم من رأسها؛ ولذا انقسمت الآراء حول صحة هذه الرواية ومدى دلالتها، فمؤيدي التطبير يعدونها دليلاً شرعياً يجيز التطبير، فيما يقول المعارضون أنها تناقض وصية الحسين لأخته بالتزام الصبر، وقد روى هذه الرواية محمد باقر المجلسي في كتابه بحار الأنوار. كما رواها آخرون ومنهم فخر الدين الطريحي في منتخبه،  وعبد الله شبر في «جلاء العيون»،  والبحراني في «عوالم الإمام الحسين».

### شعائر أخرى
- الزنجيل

هو عبارة عن أداة تتكون من مجموعة من السلاسل الصغيرة يضرب بها الشخص على ظهره أثناء قراءة الرادود للشعر الحسيني.

## ثمرة إقامة الشعائر الحسينية عند الشيعة
إن العلة الرئيسية التي لأجلها كانت الشعائر الحسينية هي الممارسة الإعلامية الواضحة والمشيرة إلى الحق المسلوب، وإن جميع الغايات والأهداف الأخرى تتفرع منها. ويمكن إجمال تلك الأهداف بالنقاط التالية

1- نشر تاريخ وعلوم أهل البيت (عليهم السلام) وبيان فضلهم، ولا يخفى عظيم الحاجة إلى ذلك لما تعرض له هـذا التاريخ من تشويه ودس لاسيما في العصرين الأموي والعباسي، وما عملته وتعمله الأقلام المأجورة إلى يومنا.
2- خلق الترابط العاطفي مع أهل البيت والذي هو نص صريح في القرآن الحكيم (قل لا أسئلكم عليه أجراً إلا المودّة في القربى) 3
3-تربية وتوعية الجيل الجديد، وبناء أساس فطري عقائدي متين يستند إليه.
4- تربية النفوس وإعدادها لنصرة إمام العصر من خلال ترسيخ القيم والمبادئ السامية مثل التضحية والمواساة ونصرة الحق وغيرها، والتحقير والتنفير للصفات المذمومة مثل الطمع والظلم وقسوة القلب وغيرها. 5
5- مخاطبة البشر كافة، وبغض النظر عن الاختلاف والتباين الثقافي بينهم.
6- خلق عامل وحدوي من خلال المشاركة الجماهيرية في المواساة لأهل البيت. ولعل هذا العامل من أهم العوامل المستبطنة في أحاديث أهل البيت التي تحث على المواساة والحزن في مصابهم.

## ضرورة الإعتدال
لم يقاطع الدين الإسـلامي المشاعر والأحاسيس يوماً من الأيام؛ بـل يعـدّها جزءاً‌ من‌ كيان‌ الإنسان. فعندما توفي إبراهيم ابن الرسول الأكرم بكى عليه مـشفقاً، لكنـه ـ فـي الوقت نفسه ـ لم‌ يسمح لأحد‌ بالمبالغة. وحين علَّل القوم كسوف الشمس بوفاة إبراهيم لم يؤيِّدهـم فـي ذلك‌، بل‌ شدَّد على أنّ الكون ماضٍ في نظامه الذي وضعه له الخالق، ولا علاقة لذلك بوفاة ولده‌. إذاً‌ فـإن مـبدأ إقـامة العزاء هو جزء لا يتجزأ من الحياة وواقع متطلباتها‌ وضروراتها‌ العاطفية، ولا يمكن تجاهله بشكل من الأشـكال‌، لكن‌ لابدّ‌ من التزام الاعتدال في كل الأحوال. على‌ الرغم‌ من أن الدين الحنيف لم يحـارب مـراسم العـزاء إلاّ أنّه لم يسمح بالتطرُّف‌ في‌ ممارستها. وعلى هذا الأساس جاءت‌ بعض‌ الروايات تنهى‌ عن‌ المبالغة‌ والتطرف فـي العـزاء.

## انظُر أيضًا
- إحياء محرم
- موكب حسيني

### مطبوعات
- معجم الخطباء. داخل السيد حسن، طبع بيروت - لبنان، عام 1996 م، منشورات المؤسسة العربية للطباعة والإعلام.